# Iulius Cezar (film din 1953)
Iulius Cezar este un film istoric[*] regizat de Joseph L. Mankiewicz după un scenariu de Joseph L. Mankiewicz. A fost produs în Statele Unite ale Americii de studiourile Metro-Goldwyn-Mayer și a avut premiera la 4 iunie 1953, fiind distribuit de Metro-Goldwyn-Mayer. Coloana sonoră este compusă de Miklós Rózsa. Cheltuielile de producție s-au ridicat la 2.070.000 $. Filmul a avut încasări de 3.920.000 $.

## Distribuție

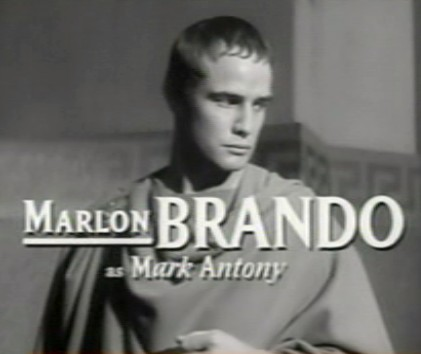
Marlon Brando

Rolurile principale au fost interpretate de actorii:
- Marlon Brando - Marc Antoniu
- James Mason - Brutus
- John Gielgud - Cassius
- Louis Calhern - Julius Caesar
- Edmond O'Brien - Casca
- Greer Garson - Calpurnia
- Deborah Kerr - Portia
- George Macready - Marullus
- Michael Pate - Flavius
- Richard Hale - a Soothsayer
- Alan Napier - Cicero
- John Hoyt - Decius Brutus
- Tom Powers - Metellus Cimber
- William Cottrell - Cinna
- Jack Raine - Trebonius
- Ian Wolfe - Ligarius
- Morgan Farley - Artemidorus
- Bill Phipps - Servant to Antony
- Douglass Watson - Octavius Caesar
- Douglass Dumbrille - Lepidus
- Rhys Williams - Lucilius
- Michael Ansara - Pindarus
- Dayton Lummis - Messala
- Edmund Purdom - Strato
- John Doucette - a Carpenter
- John Hardy - Lucius
- Chester Stratton - Servant to Caesar
- Lumsden Hare - Publius
- Preston Hanson - Claudius
- Victor Perry - Popilius Lena
- Michael Tolan - Officer to Octavius
- John Lupton - Varro
- Joe Waring - Clitus
- John Parrish - Titinius
- Stephen Roberts - Dardanius
- Paul Guilfoyle - cetățean al Romei
- Lawrence Dobkin - cetățean al Romei
- Jo Gilbert - cetățean al Romei
- David Bond - cetățean al Romei
- Ann Tyrrell - cetățean al Romei
- John O'Malley - cetățean al Romei
- Oliver Blake - cetățean al Romei
- Alvin Hurwitz - cetățean al Romei
- Donald Elson - cetățean al Romei

### Dramatis personae
în ordinea apariției
- John Doucette - a Carpenter
- George Macready - Marullus
- Michael Pate - Flavius
- Louis Calhern - Julius Caesar
- Edmond O'Brien - Casca
- Greer Garson - Calpurnia
- Deborah Kerr - Portia
- Marlon Brando - Mark Antony
- James Mason - Brutus
- John Gielgud - Cassius
- Richard Hale - a Soothsayer
- Alan Napier - Cicero
- William Cottrell - Cinna
- John Hardy - Lucius
- John Hoyt - Decius Brutus
- Tom Powers - Metellus Cimber
- Jack Raine - Trebonius
- Ian Wolfe - Ligarius
- Chester Stratton - a Servant to Caesar
- Lumsden Hare - Publius
- Morgan Farley - Artemidorus
- Victor Perry - Popilius Lena
- Bill Phipps - a Servant to Antony
- Michael Tolan - an officer to Octavius
- Douglass Watson (as Douglas Watson) - Octavius Caesar
- Douglass Dumbrille - Lepidus
- Rhys Williams - Lucilius
- Michael Ansara - Pindarus
- Dayton Lummis - Messala
- John Lupton - Varro
- Preston Hanson - Claudius
- John Parrish - Titinius
- Joe Waring - Clitus
- Stephen Roberts - Dardanius
- Thomas Browne Henry - Volumnius
- Edmund Purdom - Strato

și - cetățeni ai Romei
- Paul Guilfoyle  •  Lawrence Dobkin
- David Bond  •  Jo Gilbert  •  Ann Tyrrell
- John O'Malley  •  Oliver Blake
- Alvin Hurwitz  •  Donald Elson
- James Dime[9]